# John Luther Adams
John Luther Adams (ur. 23 stycznia 1953 w Meridian) – amerykański kompozytor i perkusista; laureat Nagrody Pulitzera.

## Życiorys
Dorastał na Południu i na przedmieściach Nowego Jorku. Studiował kompozycję u Jamesa Tenneya w California Institute of the Arts, gdzie należał do pierwszego rocznika absolwentów (1973). W połowie lat siedemndziesiątych był aktywny w kampanii na rzecz Alaska National Interest Lands Conservation Act. Potem był dyrektorem wykonawczym Northern Alaska Environmental Center. Był wykładowcą na Harvard University, w Oberlin Conservatory, Bennington College i na University of Alaska. Mieszkał przez 25 lat na Alasce, czerpiąc inspiracje z tamtejszej dzikiej przyrody.
Wydał książki Winter Music (2004) i The Place Where You Go to Listen (2009).
Nagrodę Pulitzera w dziedzinie muzyki otrzymał w 2014 za kompozycję Become Ocean. W 2015 dostał Nagrodę Grammy. Został też uhonorowany William Schuman Award przez Columbia University.